# Potęgowo (stacja kolejowa)
Potęgowo – stacja kolejowa w Potęgowie, w województwie pomorskim, w Polsce. Według klasyfikacji PKP ma kategorię dworca lokalnego. Stacja w Potęgowie jest obsługiwana przez wybrane kursy Polregio.

## Ruch pasażerski
| Rok  | Wymiana pasażerska na dobę |
| ---- | -------------------------- |
| 2017 | 500-699                    |
| 2022 | 300-499                    |

Od 10 grudnia 2017 pociągi trójmiejskiej SKM przestały kursować na odcinku Lębork – Słupsk.